# Identitatea Creștină
Identitatea Creștină este o interpretare rasistă, antisemită și supremațistă a creștinismului care susține că numai populațiile germanice, anglo-saxone, celtice, nordice și ariane sunt urmașe ale israeliților antici.
Identitatea Creștină nu este o organizație religioasă și nu are legături cu celelalte denominații creștine, ci este practicată de indivizi, congregații independente și unele găști din închisori. Teologia sa promovează o interpretare rasială a creștinismului. Această credință a fost dezvoltată și promovată de către doi autori care considerau europenii drept „poporul ales”, iar evreii descriși drept urmașii blestemați ai lui Cain. Mișcările și grupurile supremațiste au adoptat ulterior o mare parte din învățăturile sale.
Identitatea Creștină susține ideea că toate popoarele de pe planetă care nu au origine europeană vor fi fie exterminate, fie înrobite în scopul slujirii rasei albe în noul Regat Divin de pe Pământ sub domnia lui Iisus Hristos. Doctrina sa menționează că doar persoanele albe pot dobândi mântuirea și ajunge în paradis. O mare parte din adepți sunt milenialiști.
Simpatizanții interpretării descriu persoanele care nu au origine europeană drept „mamzers” sau „tares”.

## Doctrina
Mișcarea nu este o religie organizată, ci o perspectivă religioasă fundamentată pe o teologie supremațistă. Mare parte din adepții acesteia sunt congregații independente și grupări neonaziste care promovează o interpretare rasială a creștinismului. Wesley A. Swift (1913-1970) a fost un profesor, adept al mișcării, care a formulat doctrina conform căreia persoanele care nu sunt de origine europeană nu au suflet și, prin urmare, nu pot să se mântuiască. Teologia a fost promovată de George Lincoln Rockwell, fondatorul Partidului Nazist American.
Până în momentul de față, nu există un document care să expună întregul sistem de credințe al Identității Creștine; există atât de mult dezacord cu privire la idealurile mișcării deoarece nu s-a reușit stabilirea unei organizații centrale pentru această sectă. Totuși, toți adepții admit că Adam și urmașii său au fost albi, iar celelalte rase preadamiste sunt specii separate care nu pot fi derivate din adamiți. Susținătorii mișcării citează pasaje din Vechiul Testament, printre care Ezra 9:2, Ezra 9:12 și Neemia 13:27, despre care aceștia supun că vorbesc împotriva căsătoriilor interrasiale. În același timp, aceștia resping doctrinele denominațiilor creștine și consideră doctrina creștină ca fiind o erezie.
Identiatea Creștină a ajuns în  atenția mass-mediei pentru prima dată în 1984 când naționaliștii albi din organizația The Order au săvârșit o serie de crime înainte de a fi opriți de către FBI. Gordon Kahl, adept al acestei mișcări, cel care a inspirat grupul fondat de Robert Mathews, avea legături cu această religie. Mișcarea a revenit în atenția presei în 1992 și 1993, imediat după confruntarea din Ruby Ridge, când ziarele au descoperit că fostul separatist de dreapta și fost membru al Beretelor Verzi, Randy Weaver, era asociat într-o oarecare măsură cu adepții acestei religii.
Numărul adepților în Statele Unite este estimat la două mii de membri, iar numărul celor din Canada și Comunitatea Națiunilor este necunoscut. Datorită promovării doctrinei Identității Creștine prin radio și ulterior pe internet, numărul celor care aderă la idealurile mișcării sunt în creștere. Supremaciștii albi din închisori sunt considerați sursele principale ale răspândirii învățăturilor mișcării.